# Bataille de Quimperlé
Guerre de Succession de Bretagne
Batailles
La bataille de Quimperlé est une bataille de la guerre de Succession de Bretagne, guerre régionale qui s'inscrit dans la rivalité franco-anglaise de la guerre de Cent Ans. Elle oppose en avril 1342 une armée anglo-bretonne aux ordres de Jeanne de Flandre, épouse de Jean de Montfort à une force franco-bretonne soutenant le parti de Charles de Blois et commandée par Louis d'Espagne.
La bataille est relatée dans les Chroniques de Jean Froissart, mais sa réalité historique est sujette à caution, car non avérée par d'autres sources.

## Déroulement
Alors qu'il pille les environs de Quimperlé avec 6 000 soldats castillans, Louis d'Espagne et ses troupes rencontrent, lors d'un retour d'expédition, une armée de 3000 archers anglais. La bataille voit la victoire des Anglais. Les Castillans n'ont d'autre choix que de fuir grâce à leurs vaisseaux amarrées dans le port ou sur la côte de Quimperlé. Malgré la capture de la plupart des vaisseaux par Wauthier de Masny, Louis d'Espagne réussit à s'échapper avec un vaisseau qu'il abandonnera par la suite. 
Un petit trésor, peut-être une bourse cachée par un soldat de l'armée franco-bretonne au moment de la bataille de Quimperlé en juillet 1342 se trouve au Musée de préhistoire de Carnac.
À la suite de la victoire du camp montfortiste, Wauthier de Masny rejoindra Jeanne de Flandre à Hennebont afin de la secourir.